# Evelyn Boyd Granville
Evelyn Boyd Granville, nata Evelyn Boyd (Washington, 1º maggio 1924 – Silver Spring, 27 giugno 2023), è stata una matematica e programmatrice statunitense, seconda donna afroamericana a ricevere un dottorato di ricerca in matematica da parte di un'università statunitense (l'Università Yale) nel 1949.
Ha svolto un lavoro pionieristico nel campo dell'informatica.

## Biografia

### Studi
Evelyn Boyd nacque a Washington D.C., seconda figlia di William e Julia Walker Boyd. Suo padre, separato da sua madre quando Boyd era giovane, a causa della grande depressione svolgeva diversi lavori, bidello, autista e postino. Boyd e sua sorella maggiore furono cresciute dalla madre e dalla zia, che lavoravano entrambe al Bureau of Engraving and Printing. Fu una valedictoriana alla Dunbar High School, scuola con problemi di segregazione razziale a quel tempo, ma accademicamente competitiva per gli studenti neri a Washington.
Con il sostegno finanziario della zia e, più tardi, una piccola borsa di studio parziale da parte dell'organizzazione professionale per educatori Phi Delta Kappa, Evelyn Boyd entrò allo Smith College nell'autunno del 1941. Si laureò Magna cum laudee nel 1945 in matematica e fisica, ma si interessò anche all'astronomia. Grazie a una borsa di studio della Smith Student Aid Society dello Smith College, fece domanda per il dottorato in matematica e venne accettata sia da Yale che dall'Università del Michigan; scelse la prima per via dell'aiuto finanziario che le venne offerto, integrato a quello dello Smith College. Qui studiò analisi funzionale sotto la supervisione di Einar Hille, finendo il suo dottorato nel 1949. La sua tesi di laurea si intitolava On Laguerre Series in the Complex Domain (Sulle serie di Laguerre nel dominio complesso) .

### Carriera
Dopo la scuola di specializzazione, Boyd frequentò l'Istituto universitario di matematica di New York dove svolse attività di ricerca e insegnamento. Nel 1950, insegnò presso la Fisk University, un college per studenti neri a Nashville, nel Tennessee, dove solitamente i posti più prestigiosi non erano disponibili per le donne di colore e dove rimase per due anni. Due dei suoi studenti, Vivienne Malone-Mayes ed Etta Zuber Falconer, continuarono gli studi in proprio per ottenere il dottorato in matematica. Nel 1952 lasciò il mondo accademico e tornò a Washington per lavorare presso i Diamond Ordnance Fuze Laboratories. Dopo quattro anni, si trasferì in IBM come programmatrice di computer spostandosi da Washington a New York nel 1957.
Boyd si trasferì a Los Angeles nel 1960, dove lavorò per gli US Space Technology Laboratories, diventati in seguito North American Aviation Space e Information Systems Division nel 1962. Lì lavorò a vari progetti per il programma Apollo, nell'ambito della meccanica celeste, calcolo della traiettoria, e "tecniche informatiche digitali".
Costretta a trasferirsi a causa di una ristrutturazione presso IBM, lavorò presso la California State University a Los Angeles nel 1967 come docente ordinario di matematica. Dopo essersi ritirata dalla CSULA nel 1984, insegnò al Texas College di Tyler in Texas, per quattro anni, e poi nel 1990 ebbe una cattedra di matematica alla facoltà dell'Università del Texas a Tyler sviluppando programmi di arricchimento matematico della scuola elementare. Dal 1967, la Granville divenne una forte sostenitrice dell'istruzione femminile nel settore tecnologico.

### Discriminazione
Nel 1951, alla Granville e a due colleghi afro-americani fu negato l'accesso a un incontro regionale della Mathematical Association of America (MAA), perché si svolgeva in un hotel riservato ai bianchi. In seguito a questo episodio e sotto la pressione di Lee Lorch la MAA e l'American Mathematical Society (AMS) cambiarono successivamente le loro regole per migliorare l'inclusione.

### Decesso
È morta il 27 giugno 2023, a novantanove anni, nella sua casa a Silver Spring.

## Vita privata
Evelyn Boyd sposò il reverendo Gamaliel Mansifeld Collins nel 1960. La coppia divorziò dopo sette anni. Nel 1970 Evelyn passò a nuove nozze con l'agente immobiliare Edward V. Granville, assumendone quindi il cognome, che aggiunse al proprio.

## Riconoscimenti
- Nel 1989, è stata insignita del dottorato onorario dallo Smith College, il primo assegnato da un'istituzione americana a un matematico afro-americano.[19][20]
- È stata nominata alla Sam A. Lindsey Chair dell'Università del Texas a Tyler (1990-1991).[16]
- Nel 1998, Granville è stata premiata dalla National Academy of Engineering.[9]

- Nel 1999, l'Accademia Nazionale delle Scienze degli Stati Uniti l'ha inserita nella sua collezione di personalità afro-americane in ambito scientifico.[21]
- Nel 2000, ha ricevuto la medaglia Wilbur Lucius Cross, il più alto riconoscimento della Yale Graduate School Alumni Association.[22]

- Nel 2001, è stata citata nella Risoluzione congiunta del n. 377 del Senato della Virginia, che designava il 25 febbraio come "Giornata degli scienziati e inventori afro-americani"[23].
- Nel 2006 ha ricevuto una laurea ad honorem dallo Spelman College[24].
- Nel 2016, l'iniziativa di Mount Codemore dello studio tecnologico New Relic l'ha definita una delle "quattro giganti del contributo delle donne alla scienza e alla tecnologia".[25]